# Взрыв Boeing 727 над Аргосом
Происшествие с Boeing 727 над Аргосом — авиационное происшествие в результате теракта, произошедшее 1 апреля 1986 года. Авиалайнер Boeing 727-231 авиакомпании Trans World Airlines (TWA) выполнял плановый межконтинентальный рейс TW840 по маршруту Лос-Анджелес—Нью-Йорк—Рим—Афины—Каир, но при подлёте к Афинам на его борту взорвалось СВУ, образовавшее дыру в фюзеляже лайнера. Экипаж смог посадить самолёт в аэропорту Афин. Из находившихся на его борту 121 человека (115 пассажиров и 7 членов экипажа) погибли 4, ещё 7 получили ранения.

## Самолёт
Boeing 737-231 (регистрационный номер N54340, заводской 20845, серийный 1066) был выпущен в 1974 году (первый полёт совершил 29 августа). 10 сентября того же года был передан авиакомпании Trans World Airlines (TWA). Оснащён тремя турбореактивными двигателями Pratt & Whitney JT8D-9A.

## Экипаж
Состав экипажа рейса TW840 был таким:
- Командир воздушного судна (КВС) — 56-летний Ричард Ф. Петерсен (англ. Richard F. Petersen). Опытный пилот. Проработал в авиакомпании TWA 30 лет (с 1956 года).
- Второй пилот — Кеннет Р. Агости (англ. Kenneth R. Agosti).
- Бортинженер — Николас Василарос (англ. Nicholas Vasilaros).

В салоне самолёта работали четверо бортпроводников:
- Лучано Родоканацки (итал. Luciano Rodocanacki) — старший бортпроводник. Проработал в авиакомпании TWA 23 года (с 1963 года).
- Карен Э. Кавано (англ. Karen E. Cavanaugh), 24 года.
- Синтия Л. Парди (англ. Cynthia L. Purdy), 21 год.
- Кэтрин Р. Эриксон (англ. Catherine R. Erickson), 30 лет.

## Хронология событий
Boeing 747 авиакомпании TWA, выполнявший рейс TW840, вылетел из Лос-Анджелеса, совершил промежуточную посадку в Нью-Йорке и затем прибыл в Рим, где все 115 пассажиров и 7 членов экипажа пересели на Boeing 727-231 с бортовым номером N54340, который продолжил выполнение рейса TW840 в Каир с промежуточной посадкой в Афинах.
В 13:05, примерно за 20 минут до прибытия в Афины, на высоте около 3350 метров на борту лайнера в районе пассажирского места 10F по правому борту взорвалась бомба, находившаяся под пассажирским сиденьем. В результате взрыва в фюзеляже лайнера образовалась дыра, в которую выбросило 4 пассажиров; также произошла взрывная декомпрессия.
В 13:30 пилоты смогли благополучно посадить рейс TW840 в Афинском аэропорту Элиникон.

## Последствия теракта

### Погибшие и раненые
В дыру в фюзеляже, образовавшуюся в результате взрыва, были выброшены 4 пассажира: Альберто Оспино (исп. Alberto Ospino), 52-летняя Деметра Стилиан (англ. Demetra Stylian), её 25-летняя дочь Мария Клюг (англ. Maria Klug) и её 18-месячная внучка Деметра Клюг (англ. Demetra Klug). Тела трёх погибших были найдены на взлётной полосе авиабазы ВВС Греции близ Аргоса, ещё одно тело было найдено на берегу Критского моря.
Также в результате теракта ещё 7 человек получили ранения от шрапнелей и обломков.

### Дальнейшая судьба самолёта
В результате теракта самолёт получил значительные повреждения, но был отремонтирован и продолжил эксплуатироваться авиакомпанией TWA до списания в мае 2002 года.

### Ответственность за теракт
Ответственность за теракт на борту рейса TW840 взяла на себя группа, называвшая себя «Арабскими революционными ячейками», заявив, что он был совершён в отместку за американский империализм и столкновения с Ливией в заливе Сидра.

## Расследование
Следователи пришли к выводу, что СВУ содержало 1 фунт (450 граммов) пластичной взрывчатки. Было установлено, что бомба была установлена на полу под сиденьем, поэтому взрыв проделал дыру снизу фюзеляжа. Возникло подозрение, что он был помещён под сиденье 10F во время предыдущего рейса сидевшей на этом месте пассажиркой-гражданской Ливана, которая состояла в террористической Организации Абу Нидаля; позже она была арестована, но не была осуждена.
Ранее Организация Абу Нидаля захватила ещё два авиалайнера (авиакомпании British Airways в 1974 году и авиакомпании EgyptAir в 1985 году), а также совершила ряд терактов на территории Ближнего Востока.